# Concours Eurovision des jeunes musiciens
Le Concours Eurovision des jeunes musiciens (Eurovision Young Musicians en anglais) est un concours de musique organisé par l'Union européenne de radio-télévision (UER) depuis 1982. Il est organisé tous les deux ans et met en compétition des jeunes musiciens âgés de 12 à 21 ans.

## Histoire
Le Concours Eurovision des jeunes musiciens, inspiré du succès de la version anglaise instauré en 1978 « BBC Young Musician of the Year » , est une compétition biannuelle organisée pour les musiciens européens âgés de moins de 18 ans. Plusieurs pays participants mettent en place des finales nationales pour sélectionner leurs représentants au concours.
La première édition s'est tenue à Manchester, au Royaume-Uni, le 11 mai 1982 et voit concourir 6 pays.
En 2018, le 1er prix est doté de 7 000 euros.

Première version du logo générique, utilisée entre 2012 et 2016.
Seconde version du logo générique, utilisée depuis 2018.

### Instruments joués et leurs premières apparitions

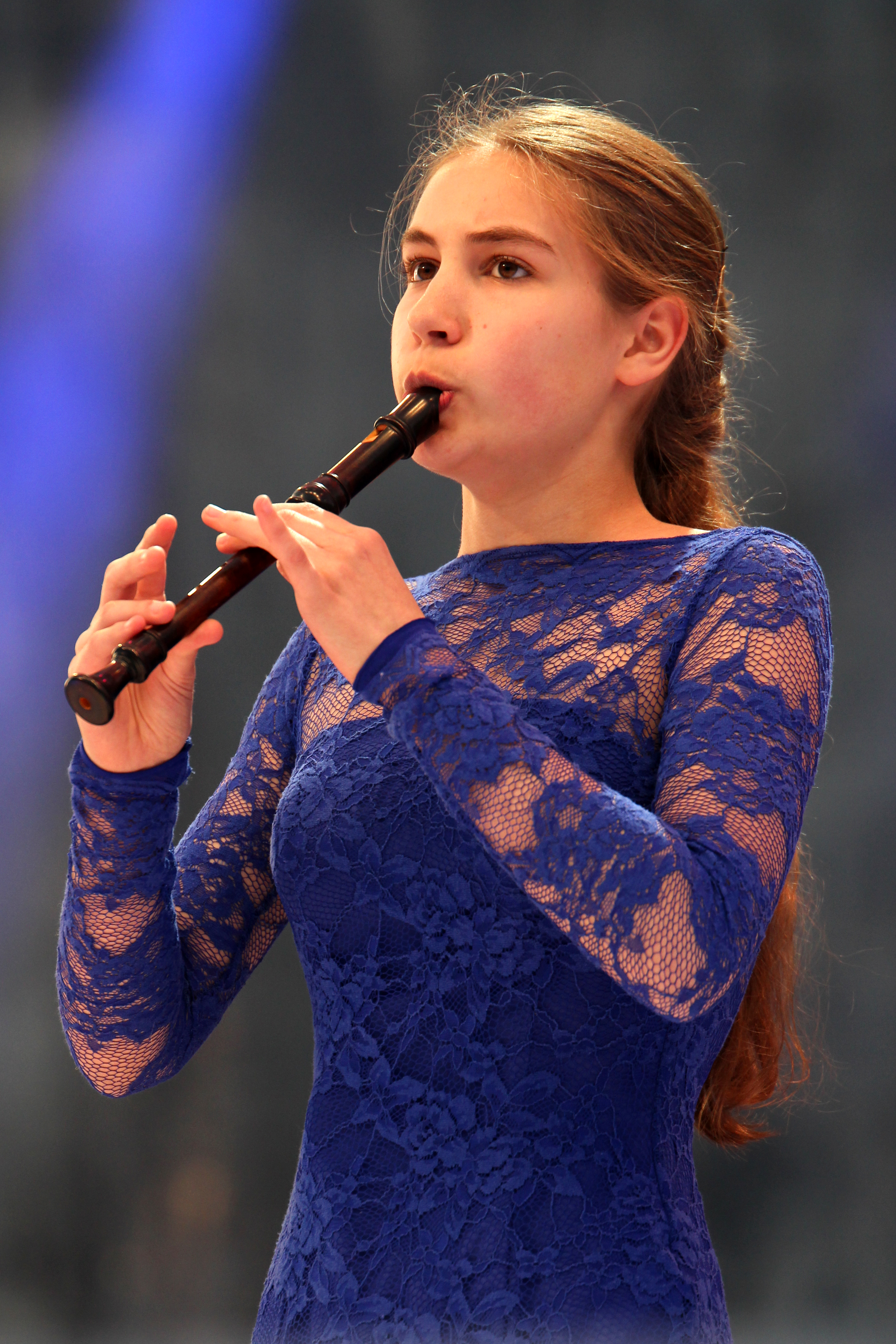
La néerlandaise Lucie Horsch jouant de la flûte à bec pour le concours de 2014.

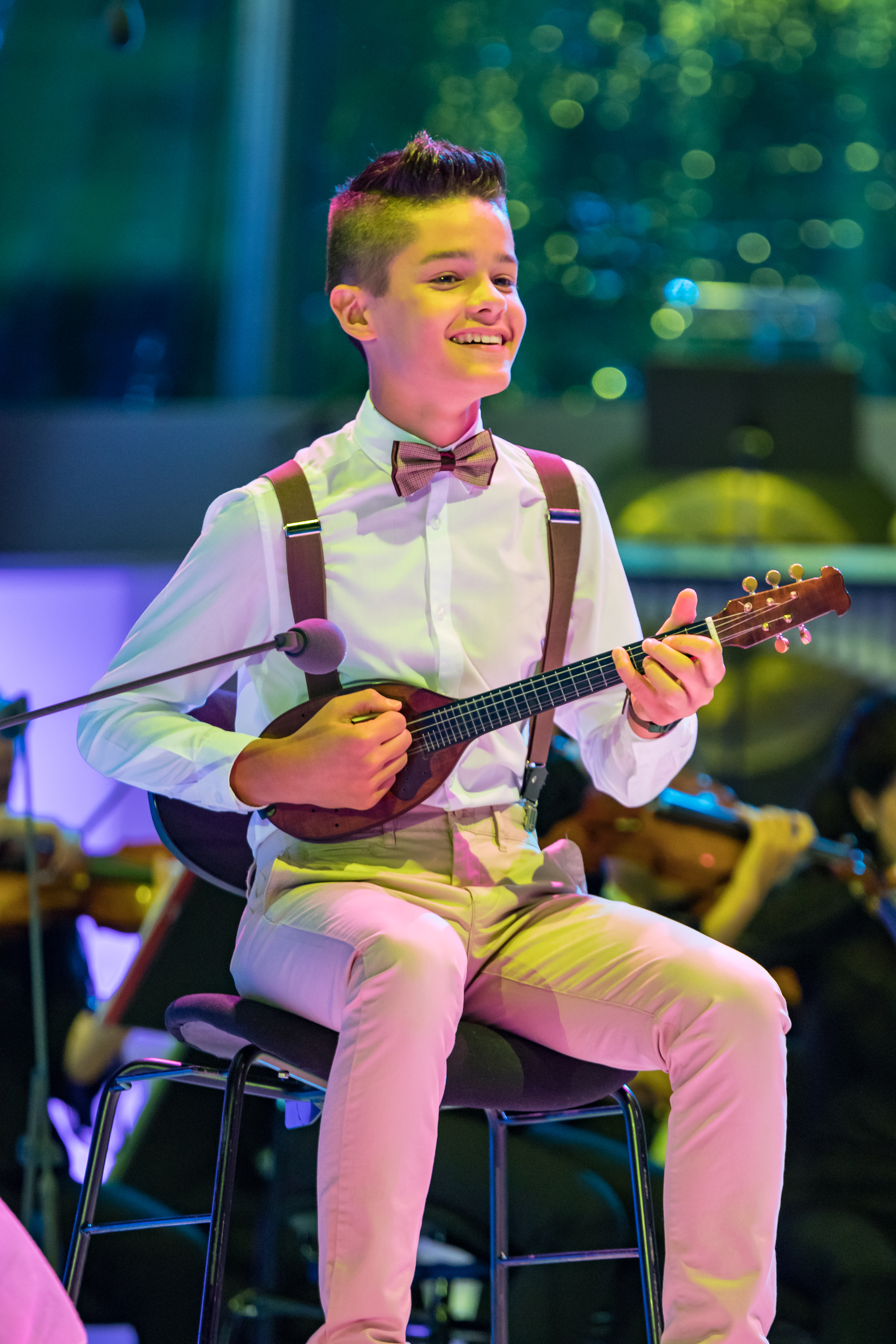
Le croate Marko Martinović jouant du tamburica pour le concours de 2016.

En 1994, l'utilisation d'instruments de percussion est autorisée, à côté des catégories existantes de clavier, de cordes, de cuivres et de bois. Depuis son introduction, l'allocation d'instruments à percussion a accru l'intérêt pour la compétition parmi les jeunes.
La liste ne contient que les instruments joués lors des finales télévisées, ceux joués lors des tours préliminaires ou des demi-finales ne sont pas inclus.
| Ordre | Instrument       | Première apparition | Pays        | Premier musicien    |
| ----- | ---------------- | ------------------- | ----------- | ------------------- |
| 1     | Piano            | 1982                | Royaume-Uni | Anna Markland       |
| 2     | Clarinette       | 1982                | France      | Paul Meyer          |
| 3     | Violon           | 1982                | Norvège     | Atle Sponberg       |
| 4     | Alto             | 1984                | France      | Sabine Toutain      |
| 5     | Violoncelle      | 1984                | Suisse      | Martina Schuchen    |
| 6     | Trompe de chasse | 1988                | Royaume-Uni | David Pyatt         |
| 7     | Accordéon        | 1990                | Belgique    | Christophe Delporte |
| 8     | Harmonica        | 1992                | Espagne     | Antonio Serrano     |
| 9     | Trombone         | 1994                | Suisse      | David Bruchez       |
| 10    | Orgue            | 1994                | Danemark    | Frederik Magle      |
| 11    | Percussion       | 1998                | Royaume-Uni | Adrian Spillett     |
| 12    | Contrebasse      | 2000                | Hongrie     | Ödön Rácz           |
| 13    | Trompette        | 2000                | France      | David Guerrier      |
| 14    | Harpe            | 2000                | Pays-Bas    | Gwyneth Wentink     |
| 15    | Saxophone        | 2004                | Allemagne   | Koryun Asatryan     |
| 16    | Hautbois         | 2006                | Suisse      | Simone Sommerhalder |
| 17    | Flute            | 2006                | Autriche    | Daniela Koch        |
| 18    | Cymbalum         | 2012                | Biélorussie | Alexandra Denisenya |
| 19    | Basson           | 2012                | Tchéquie    | Michaela Špačková   |
| 20    | Kanoun           | 2012                | Arménie     | Narek Kazazyan      |
| 21    | Guitare          | 2014                | Malte       | Kurt Aquilina       |
| 22    | Flûte à bec      | 2014                | Pays-Bas    | Lucie Horsch        |
| 23    | Contrebasse      | 2016                | Autriche    | Dominik Wagner      |
| 24    | Tamburica        | 2016                | Croatie     | Marko Martinović    |
| 25    | Euphonium        | 2024                | Suisse      | Valerian Alfaré     |

## Pays participants
Les participants éligibles incluent à l'origine les membres actifs (par opposition aux membres associés) de l'UER. Les membres actifs sont les États qui relèvent de la Zone européenne de radiodiffusion, ou les États membres du Conseil de l'Europe.
La zone européenne de radiodiffusion est défini par l'Union internationale des télécommunications. L'éligibilité pour participer au concours n'est par déterminée par des facteurs géographiques comme faire partie de l'Europe. En effet, plusieurs pays en dehors des frontières européennes ont pris part au concours: Israël, Chypre et l'Arménie situés en asie occidentale, respectivement en 1986, 1988 et 2012. De plus, plusieurs états transcontinentaux avec une partie de leur territoire en Europe ont concouru: la Russie, en 1994 et la Géorgie en 2012.
Quarante-quatre pays ont participé au moins une fois au Concours Eurovision des jeunes musiciens depuis sa création en 1982. Dix d'entre eux ont déjà remporté au moins une fois le concours. Organisé par l'UER en collaboration avec le radiodiffuseur hôte, cette compétition se déroule toutes les deux années entre les membres de l'Union.

Participation depuis 1982:
Pays ayant participé au moins une fois
Pays admissibles n'ayant jamais participé
Ayant participé sous un autre pays (Yougoslavie), mais jamais en tant que souveraineté

| Année | Début                                                                      |
| ----- | -------------------------------------------------------------------------- |
| 1982  | Allemagne, Autriche, Danemark, France, Norvège, Royaume-Uni, Suisse        |
| 1984  | Finlande, Pays-Bas                                                         |
| 1986  | Belgique, Irlande, Israël, Italie, Suède, Yougoslavie                      |
| 1988  | Chypre, Espagne                                                            |
| 1990  | Grèce, Portugal                                                            |
| 1992  | Pologne                                                                    |
| 1994  | Croatie, Estonie, Hongrie, Lettonie, Lituanie, Macédoine, Russie, Slovénie |
| 1996  | Aucun                                                                      |
| 1998  | Slovaquie                                                                  |
| 2000  | Aucun                                                                      |
| 2002  | Tchéquie, Roumanie                                                         |
| 2004  | Aucun                                                                      |
| 2006  | Bulgarie, Serbie-et-Monténégro                                             |
| 2008  | Serbie, Ukraine                                                            |
| 2010  | Biélorussie                                                                |
| 2012  | Arménie, Bosnie-Herzégovine, Géorgie                                       |
| 2014  | Malte, Moldavie                                                            |
| 2016  | Saint-Marin                                                                |
| 2018  | Albanie                                                                    |
| 2022  | Aucun                                                                      |
| 2024  | Aucun                                                                      |

## Vainqueurs
| Année | Participants | Pays gagnant         | Musicien                  | Instrument  | Hôte        |
| ----- | ------------ | -------------------- | ------------------------- | ----------- | ----------- |
| 1982  | 6            | Allemagne de l'Ouest | Markus Pawlik             | Piano       | Manchester  |
| 1984  | 7            | Pays-Bas             | Isabelle van Keulen       | Violon      | Genève      |
| 1986  | 15           | France               | Sandrine Lazarides        | Piano       | Copenhague  |
| 1988  | 16           | Autriche             | Julian Rachlin            | Violon      | Amsterdam   |
| 1990  | 18           | Pays-Bas             | Nick Van Oostrum          | Piano       | Vienne      |
| 1992  | 10           | Pologne              | Bartolomiej Niziol        | Violon      | Bruxelles   |
| 1994  | 24           | Royaume-Uni          | Natalie Clein             | Violoncelle | Varsovie    |
| 1996  | 10           | Allemagne            | Julia Fischer             | Violon      | Lisbonne    |
| 1998  | 8            | Autriche             | Lidia Baich               | Violon      | Vienne      |
| 2000  | 24           | Pologne              | Stanisław Drzewiecki      | Piano       | Bergen      |
| 2002  | 20           | Autriche             | Dalibor Karvay            | Violon      | Berlin      |
| 2004  | 16           | Autriche             | Alexandra Soumm           | Violon      | Lucerne     |
| 2006  | 18           | Suède                | Andreas Brantelid         | Violoncelle | Vienne      |
| 2008  | 16           | Grèce                | Dionysios Grammenos       | Clarinette  | Vienne      |
| 2010  | 15           | Slovénie             | Eva Nina Kozmus           | Flute       | Vienne      |
| 2012  | 14           | Norvège              | Eivind Holtsmark Ringstad | Alto        | Vienne      |
| 2014  | 14           | Autriche             | Ziyu He                   | Violon      | Cologne     |
| 2016  | 11           | Pologne              | Łukasz Dyczko             | Saxophone   | Cologne     |
| 2018  | 18           | Russie               | Ivan Bessonov             | Piano       | Édimbourg   |
| 2022  | 9            | République tchèque   | Daniel Matejća            | Violon      | Montpellier |
| 2024  | 11           | Autriche             | Leonhard Baumgartner      | Violon      | Bodø        |

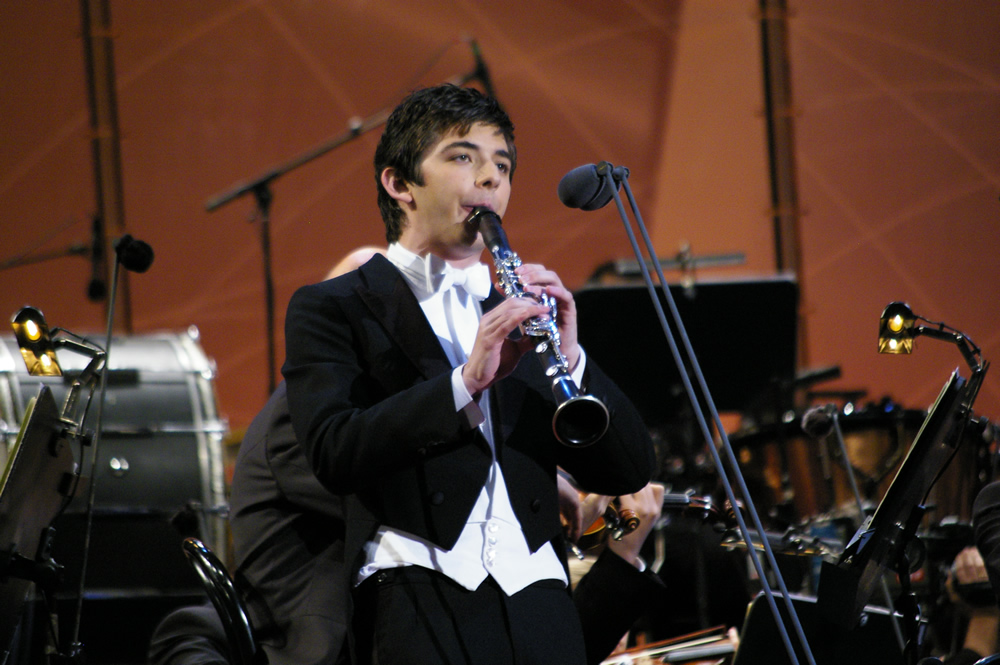
Dionysios Grammenos, vainqueur du concours 2008 pour la Grèce.
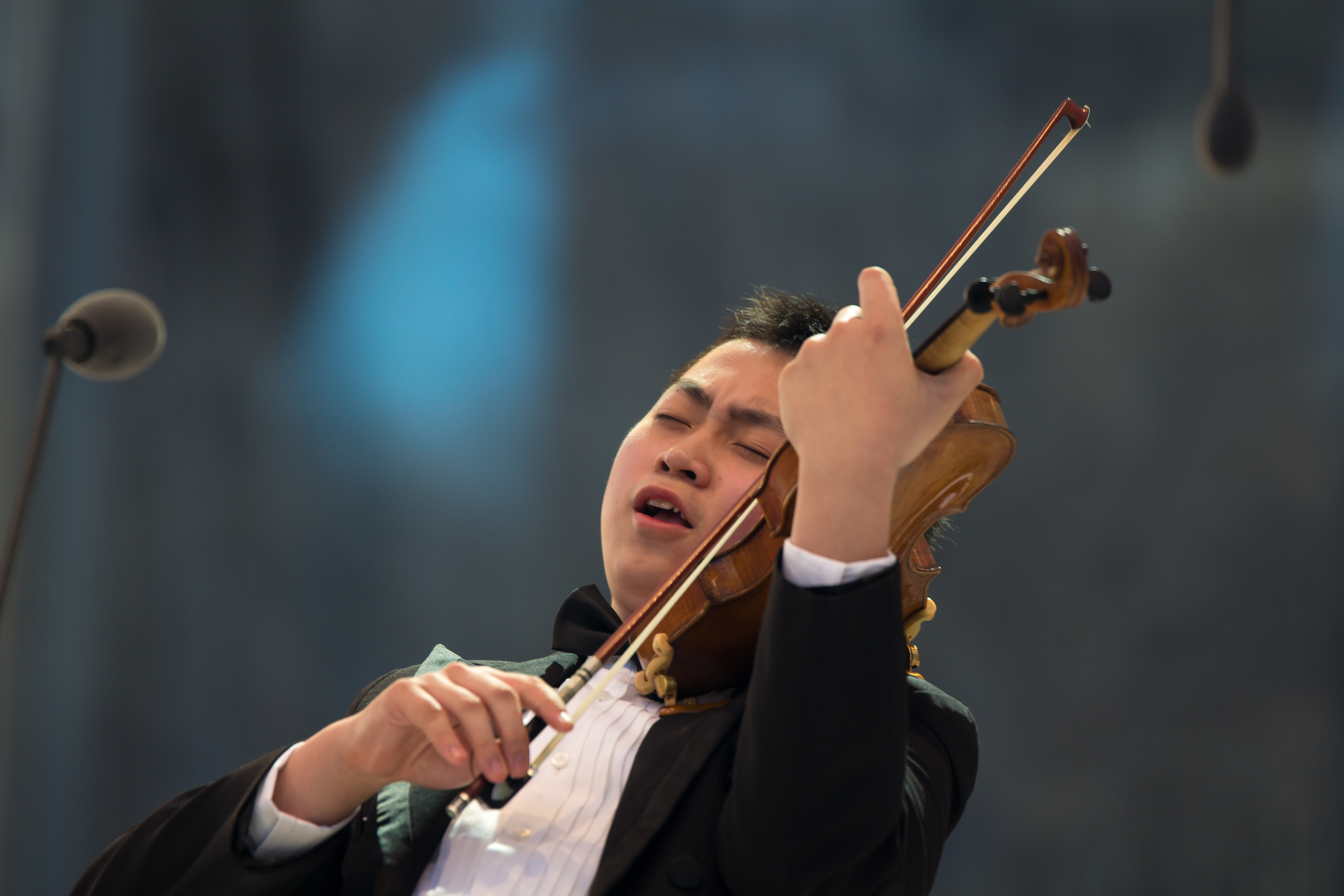
Ziyu He, vainqueur du concours 2014 pour l'Autriche.
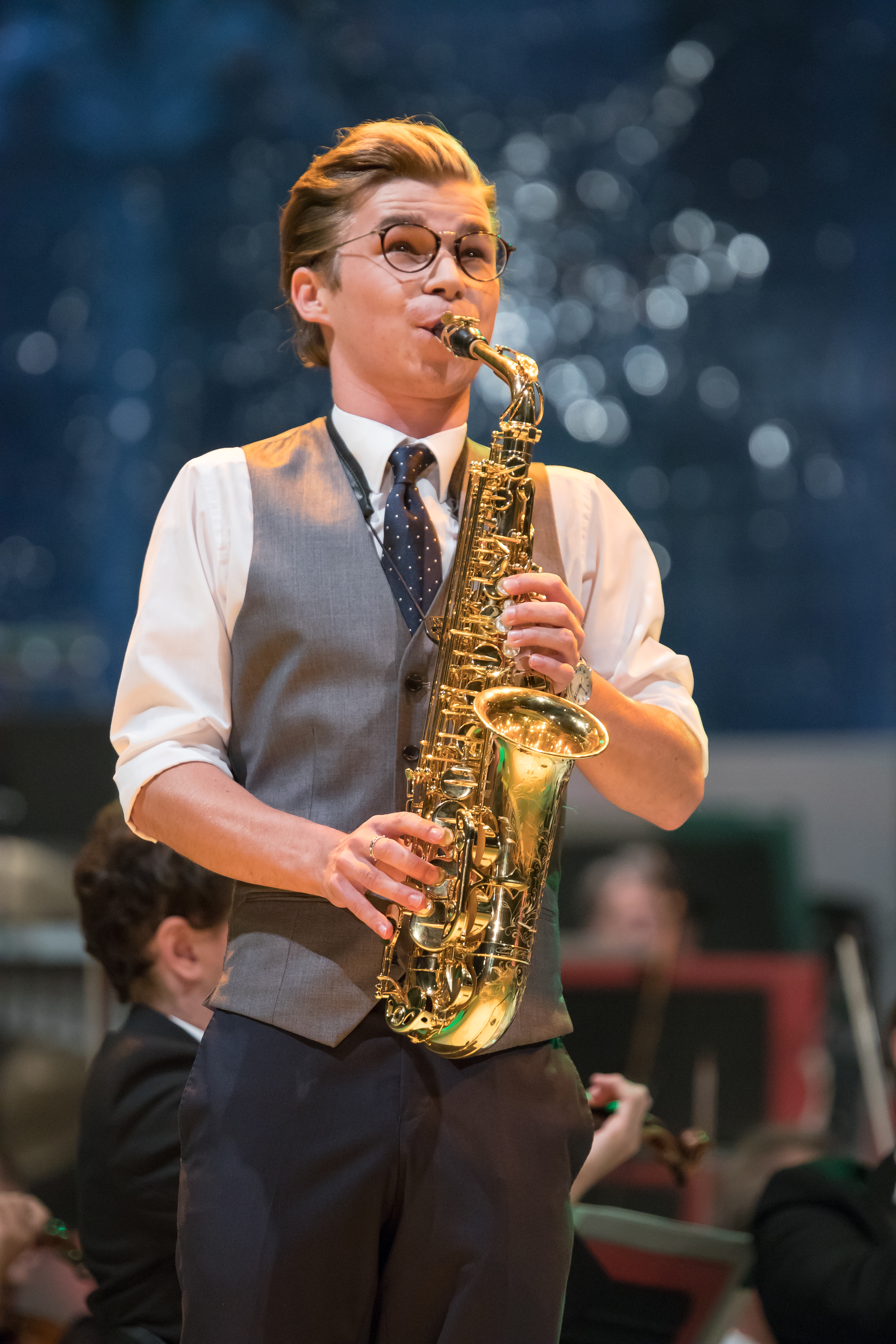
Łukasz Dyczko, vainqueur du concours 2016 pour la Pologne.

## Tableau des récompenses

Nombre de victoires au Concours Eurovision des jeunes musiciens par pays

| Rang | Pays        | Médaille d'or | Médaille d'argent | Médaille de bronze | Total | Année(s) remportée(s)              |
| ---- | ----------- | ------------- | ----------------- | ------------------ | ----- | ---------------------------------- |
| 1    | Autriche    | 6             | 2                 | 1                  | 9     | 1988, 1998, 2002, 2004, 2014, 2024 |
| 2    | Pologne     | 3             | 0                 | 0                  | 3     | 1992, 2000, 2016                   |
| 3    | Allemagne   | 2             | 2                 | 1                  | 5     | 1982, 1996                         |
| 4    | Pays-Bas    | 2             | 0                 | 0                  | 2     | 1984, 1990                         |
| 5    | Norvège     | 1             | 3                 | 2                  | 6     | 2012                               |
| 6    | Slovénie    | 1             | 2                 | 1                  | 4     | 2010                               |
| 7    | Royaume-Uni | 1             | 1                 | 2                  | 4     | 1994                               |
| 8    | Suède       | 1             | 1                 | 1                  | 3     | 2006                               |
| 9    | France      | 1             | 1                 | 0                  | 2     | 1986                               |
| 9    | Tchéquie    | 1             | 1                 | 0                  | 2     | 2022                               |
| 11   | Russie      | 1             | 0                 | 4                  | 5     | 2018                               |
| 12   | Grèce       | 1             | 0                 | 0                  | 1     | 2008                               |
| 13   | Finlande    | 0             | 3                 | 1                  | 4     |                                    |
| 14   | Suisse      | 0             | 1                 | 1                  | 2     |                                    |
| 15   | Espagne     | 0             | 1                 | 0                  | 1     |                                    |
| 15   | Lettonie    | 0             | 1                 | 0                  | 1     |                                    |
| 15   | Croatie     | 0             | 1                 | 0                  | 1     |                                    |
| 18   | Belgique    | 0             | 0                 | 2                  | 2     |                                    |
| 19   | Italie      | 0             | 0                 | 1                  | 1     |                                    |
| 19   | Estonie     | 0             | 0                 | 1                  | 1     |                                    |
| 19   | Hongrie     | 0             | 0                 | 1                  | 1     |                                    |